# Bảo tàng Bánh kẹo ở Ustka
Bảo tàng Bánh kẹo ở Ustka (tiếng Ba Lan: Muzeum Piekarnictwa i Cukiernictwa w Ustce) là một bảo tàng tư nhân tọa lạc tại số 49 Phố Hải quân Ba Lan, Ustka, Ba Lan.

## Lịch sử
Bảo tàng Bánh kẹo ở Ustka mở cửa đón công chúng vào năm 1998. Các bộ sưu tập của Bảo tàng được đặt trong một tiệm bánh bắt đầu hoạt động từ năm 1945. Bảo tàng thuộc sở hữu của Eugeniusz và Adam Brzóska.

## Triển lãm
Bộ sưu tập của Bảo tàng Bánh kẹo ở Ustka hiện đang bao gồm các triển lãm sau: lò nướng, máy làm bánh, bánh kẹo, các thiết bị để sản xuất bánh mì, bánh ngọt, món tráng miệng và kem (bao gồm máy khuấy, máy thái, bàn là và khuôn bánh). Trong số các hiện vật trưng bày, khách tham quan có thể thấy bàn nhào bánh mì gừng được sử dụng vào thế kỷ 17 và máy bán kẹo thời tiền chiến. Bảo tàng cũng giới thiệu ông nghệ sản xuất món bánh sękacz. Ngoài ra, Bảo tàng còn triển lãm các sách và tài liệu lịch sử, bưu thiếp, tem bưu chính, và các thứ khác.
Ở tầng trệt của Bảo tàng có một cửa hàng bánh mì và một quán cà phê.

## Giờ mở cửa
Du khách có thể tham quan Bảo tàng Bánh kẹo ở Ustka sau khi liên hệ sắp xếp trước với chủ sở hữu. Khách tham quan phải trả phí vào cửa.